# 西蒙·马尔季罗相
西蒙·马尔季罗相（1997年2月17日—），亚美尼亚男子举重运动员。他曾代表亚美尼亚参加2016年和2020年夏季奥林匹克运动会举重比赛，获得二枚银牌。